# Transnet Freight Rail
Transnet Freight Rail  — південно-африканська залізнична транспортна компанія, раніше відома як Spoornet (САР&H). Вона була частиною Адміністрації залізниць і портів Південної Африки, контрольованої державою організації, в якій зайняті сотні тисяч людей протягом десятиліть першої половини 20-го століття.
Головний офіс знаходиться в будівлі Inyanda House в передмісті Йоганнесбурга Parktown.